# 自由と日本全国とラクティス
自由と日本全国とラクティス（じゆうとにほんぜんこくとらくてぃす）は2007年2月と3月にTOKYO FMを始め全国のJFN各局で放送した番組。スポンサーはトヨタ自動車発売のラクティス。
中心パーソナリティはラジオDJ初挑戦で、ラクティス全国CMで有名な佐藤隆太。そして全国38局からのレポートを届けていく。
全局が週末に放送している。なお下記一覧全局で5分間の放送である。

## 放送時間（2007.2-3）
北海道
- 北海道　日曜12:55～

東北
- 青森　　日曜10:55～
- 秋田　　土曜10:55～
- 岩手　　土曜12:25～
- 宮城　　日曜10:55～
- 山形　　日曜09:55～
- 福島　　土曜09:55～

関東
- 東京　　日曜08:25～
- 栃木　　土曜07:55～
- 群馬　　日曜12:55～

東海
- 新潟　　土曜09:55～
- 長野　　土曜08:20～
- 静岡　　日曜07:25～
- 愛知　　日曜12:55～
- 三重　　土曜09:55～
- 岐阜　　日曜09:55～
- 富山　　土曜09:25～
- 石川　　土曜10:55～

関西
- 福井　　土曜09:25～
- 滋賀　　日曜11:55～
- 大阪　　日曜14:55～
- 兵庫　　土曜16:55～

中国・四国
- 岡山　　土曜10:55～
- 広島　　土曜10:55～
- 山陰　　日曜08:25～
- 山口　　日曜12:55～
- 香川　　日曜12:55～
- 愛媛　　土曜10:55～
- 徳島　　日曜10:55～
- 高知　　土曜09:55～

九州・沖縄
- 福岡　　土曜19:55～
- 長崎　　日曜09:55～
- 佐賀　　土曜10:55～
- 大分　　土曜18:55～
- 熊本　　日曜12:55～
- 宮崎　　日曜09:15～
- 鹿児島　日曜14:55～
- 沖縄　　土曜10:55～